# Siemianów (gromada w powiecie strzelińskim)
Siemianów – dawna gromada, czyli najmniejsza jednostka podziału terytorialnego Polskiej Rzeczypospolitej Ludowej w latach 1954–1972.
Gromady, z gromadzkimi radami narodowymi (GRN) jako organami władzy najniższego stopnia na wsi, funkcjonowały od reformy reorganizującej administrację wiejską przeprowadzonej jesienią 1954 do momentu ich zniesienia z dniem 1 stycznia 1973, tym samym wypierając organizację gminną w latach 1954–1972.
Gromadę Siemianów z siedzibą GRN w Siemianowie utworzono – jako jedną z 8759 gromad na obszarze Polski – w powiecie strzelińskim w woj. wrocławskim, na mocy uchwały nr 25/54 WRN we Wrocławiu z dnia 2 października 1954. W skład jednostki weszły obszary dotychczasowych gromad Siemianów, Suchowice, Stogi, Mańczyce i Głownin ze zniesionej gminy Borów oraz Podgaj  ze zniesionej gminy Kondratowice w tymże powiecie. Dla gromady ustalono 11 członków gromadzkiej rady narodowej.
1 stycznia 1960 gromadę Siemianów zniesiono, a jej obszar włączono do gromad: Borów (wsie Siemianów, Stogi, Mańczyce, Głownin i Suchowice) i Kondratowice (wieś Podgaj) w tymże powiecie.